# Acescence
L'acescence est l'état d'un vin malade, qui prend le chemin du vinaigre (acescence acétique). À l'analyse, les chimistes y découvrent une présence anormale d'acétate d'éthyle produit par des levures présentes dans le vin.